# NGC 6616
NGC 6616 је спирална галаксија у сазвежђу Херкул која се налази на NGC листи објеката дубоког неба.
Деклинација објекта је + 22° 14' 16" а ректасцензија 18h 17m 41,0s. Привидна величина (магнитуда) објекта NGC 6616 износи 14,2 а фотографска магнитуда 15,0. NGC 6616 је још познат и под ознакама UGC 11192, MCG 4-43-22, CGCG 142-36, IRAS 18155+2213, PGC 61693.